# Cantonul Obernai
Cantonul Obernai este un canton din arondismentul Sélestat-Erstein, departamentul Bas-Rhin, regiunea Alsacia, Franța.

## Comune
- Andlau
- Barr
- Bernardvillé
- Bernardswiller
- Blienschwiller
- Bourgheim
- Dambach-la-Ville
- Eichhoffen
- Epfig
- Gertwiller
- Goxwiller
- Heiligenstein
- Le Hohwald
- Itterswiller
- Krautergersheim
- Meistratzheim
- Mittelbergheim
- Niedernai
- Obernai
- Nothalten
- Reichsfeld
- Saint-Pierre
- Stotzheim
- Valff
- Zellwiller